# Xanthoria tenuiloba
Xanthoria tenuiloba är en lavart som beskrevs av L. Lindblom. Xanthoria tenuiloba ingår i släktet Xanthoria och familjen Teloschistaceae.   Inga underarter finns listade i Catalogue of Life.